# Korpus chorążych
Korpus chorążych – nazwa korpusu osobowego żołnierzy w Siłach Zbrojnych PRL, Siłach Zbrojnych RP (istniejącego w latach 1963–2004), a także funkcjonariuszy Straży Granicznej, Biura Ochrony Rządu, Służby Więziennej, Agencji Bezpieczeństwa Wewnętrznego, Agencji Wywiadu, Służby Kontrwywiadu Wojskowego, wyższego niż korpus podoficerów, a niższego niż oficerów.

## Opis korpusu
Korpus ten wprowadzono w 1963, rozbudowano pod względem hierarchii w 1967 r. i w 1996 r., a w lipcu 2004 ponownie go zniesiono jako osobny korpus, natomiast żołnierzy noszących stopnie chorążych włączono do podoficerów starszych. W chwili wprowadzenia tego korpusu żołnierze zawodowi będący jego członkami powinni legitymować się wykształceniem średnim maturalnym. Praktycznie chorążowie byli wysoko wykwalifikowanymi technikami.
Odpowiedniki korpusu chorążych nie istniały w armiach zarówno NATO, jak i innych. Z tego względu został zlikwidowany, wcielając go w korpus podoficerów. Spowodować miała widoczną zmianę proporcji między oficerami, chorążymi i podoficerami. Decyzja ta krytykowana jest m.in. za to, że zdaniem niektórych zainteresowanych wielu chorążym zamknięto możliwość podnoszenia kwalifikacji i wykształcenia, gdyż w myśl tej decyzji to oficerowie mają być odpowiedzialni za planowanie i proces decyzyjny, podoficerowie zaś za wykonywanie rozkazów.

## Stopnie korpusu chorążych

### Wojska Lądowe
| NATO Code       | OR-9                         | OR-9                   | OR-8            | OR-6                   |
| --------------- | ---------------------------- | ---------------------- | --------------- | ---------------------- |
| Wojska Lądowe   |                              |                        |                 |                        |
|                 | Starszy chorąży sztabowy     | Starszy chorąży        | Chorąży         | Młodszy chorąży        |
| Skrót           | st. chor. szt.               | st. chor.              | chor.           | mł. chor.              |
| Język angielski | Senior Staff Warrant Officer | Senior Warrant Officer | Warrant Officer | Junior Warrant Officer |

|                                         |                             |
| młodszy chorąży sztabowy mł. chor. szt. | chorąży sztabowy chor. szt. |

### Siły Powietrzne
| NATO Code       | OR-9                         | OR-9                   | OR-8            | OR-6                   |
| --------------- | ---------------------------- | ---------------------- | --------------- | ---------------------- |
| Siły Powietrzne |                              |                        |                 |                        |
|                 | Starszy chorąży sztabowy     | Starszy chorąży        | Chorąży         | Młodszy chorąży        |
| Skrót           | st. chor. szt.               | st. chor.              | chor.           | mł. chor.              |
| Język angielski | Senior Staff Warrant Officer | Senior Warrant Officer | Warrant Officer | Junior Warrant Officer |

|                                         |                             |
| młodszy chorąży sztabowy mł. chor. szt. | chorąży sztabowy chor. szt. |

### Marynarka Wojenna
| NATO Code         | OR-9                               | OR-9                       | OR-8                | OR-6                      |
| ----------------- | ---------------------------------- | -------------------------- | ------------------- | ------------------------- |
| Marynarka Wojenna |                                    |                            |                     |                           |
| Rękaw             |                                    |                            |                     |                           |
|                   | Starszy chorąży sztabowy marynarki | Starszy chorąży marynarki  | Chorąży marynarki   | Młodszy chorąży marynarki |
| Skrót             | st. chor. szt.                     | st. chor.                  | chor.               | mł. chor.                 |
| Język angielski   | Master Chief Petty Officer         | Senior Chief Petty Officer | Chief Petty Officer | Petty Officer 1st Class   |

|                                                     |                                            |
| młodszy chorąży sztabowy marynarki mł.chor.szt.mar. | chorąży sztabowy marynarki chor. szt. mar. |